# Audi A5
Audi A5 — сімейство автомобілів, яке представив німецький автовиробник Audi у своєму модельному ряді 2007 року.

## Перше покоління (2007–2016)

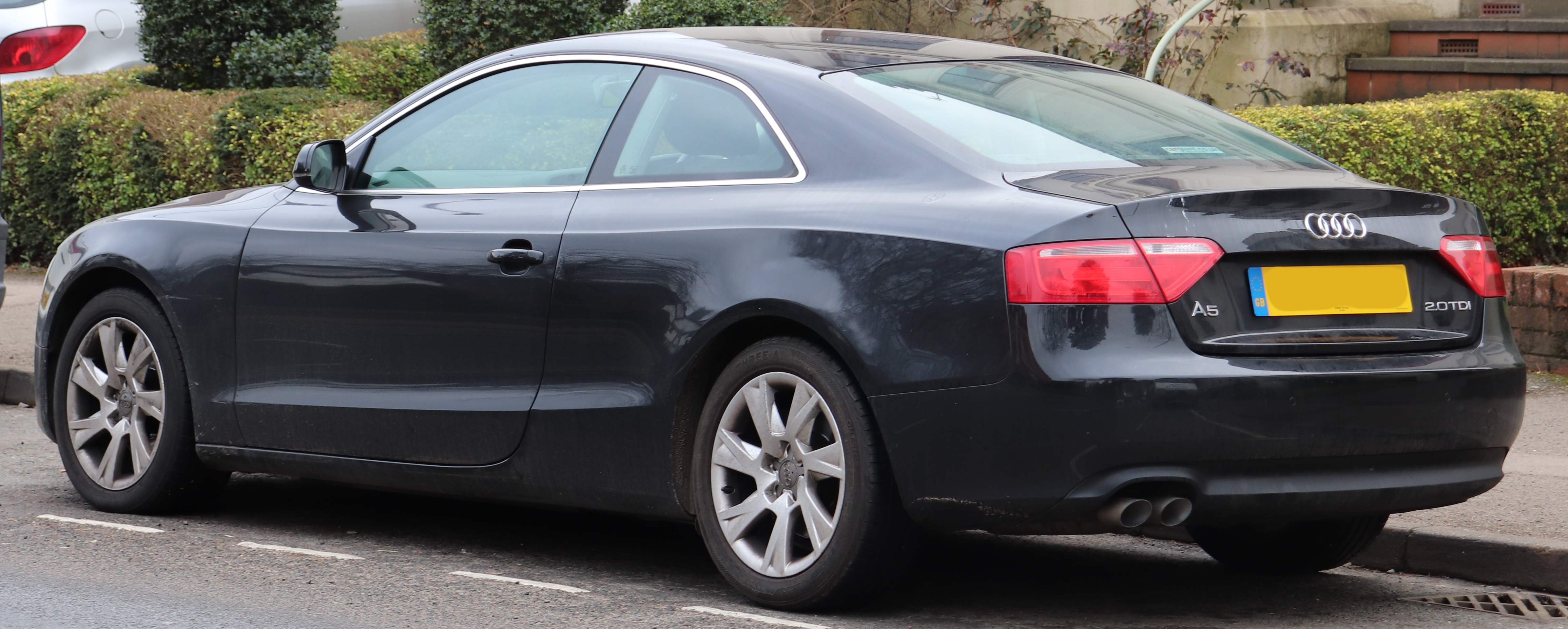
Audi A5 (2007-2011)

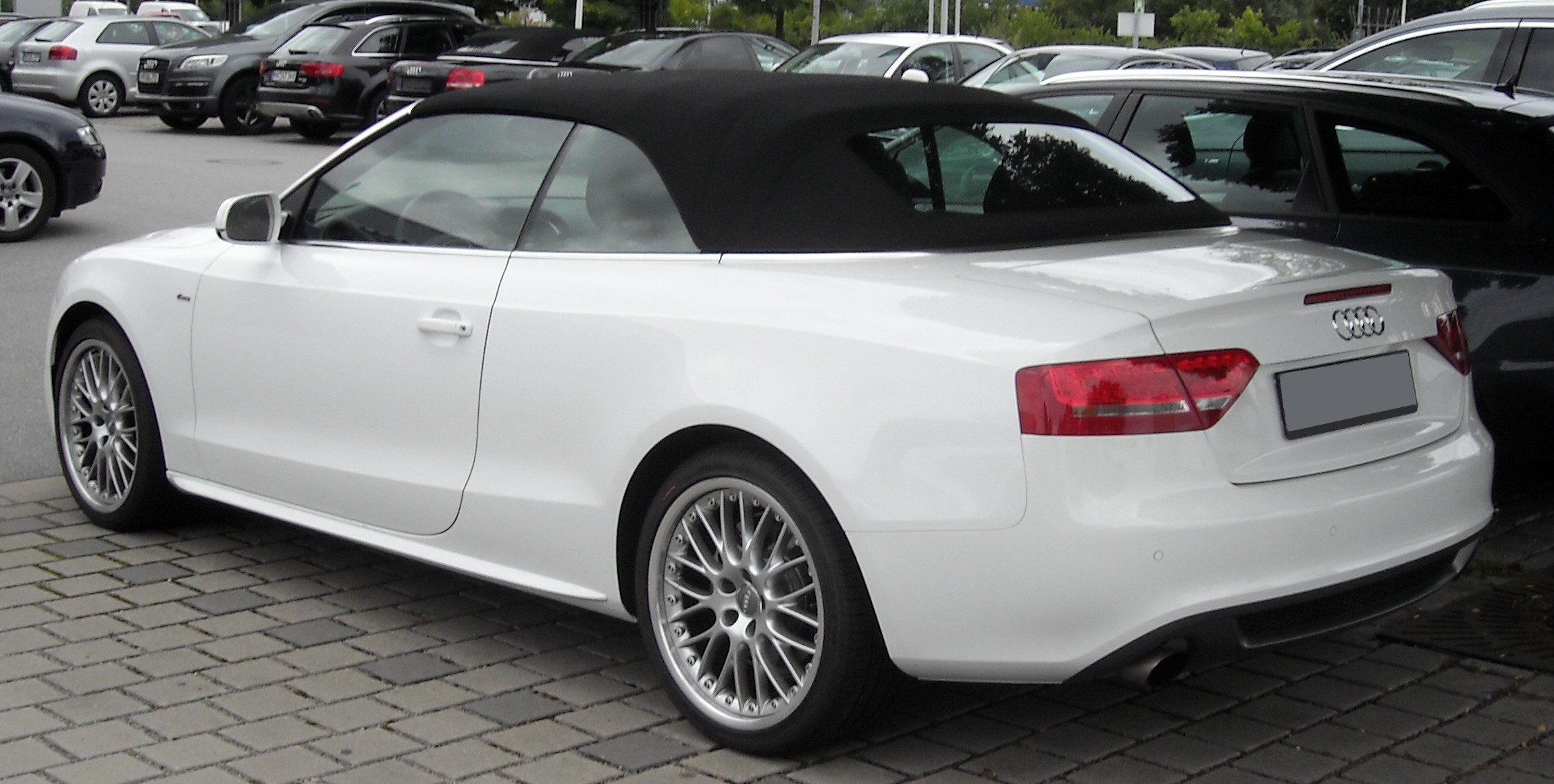
Audi A5 Cabriolet (2009-2011)

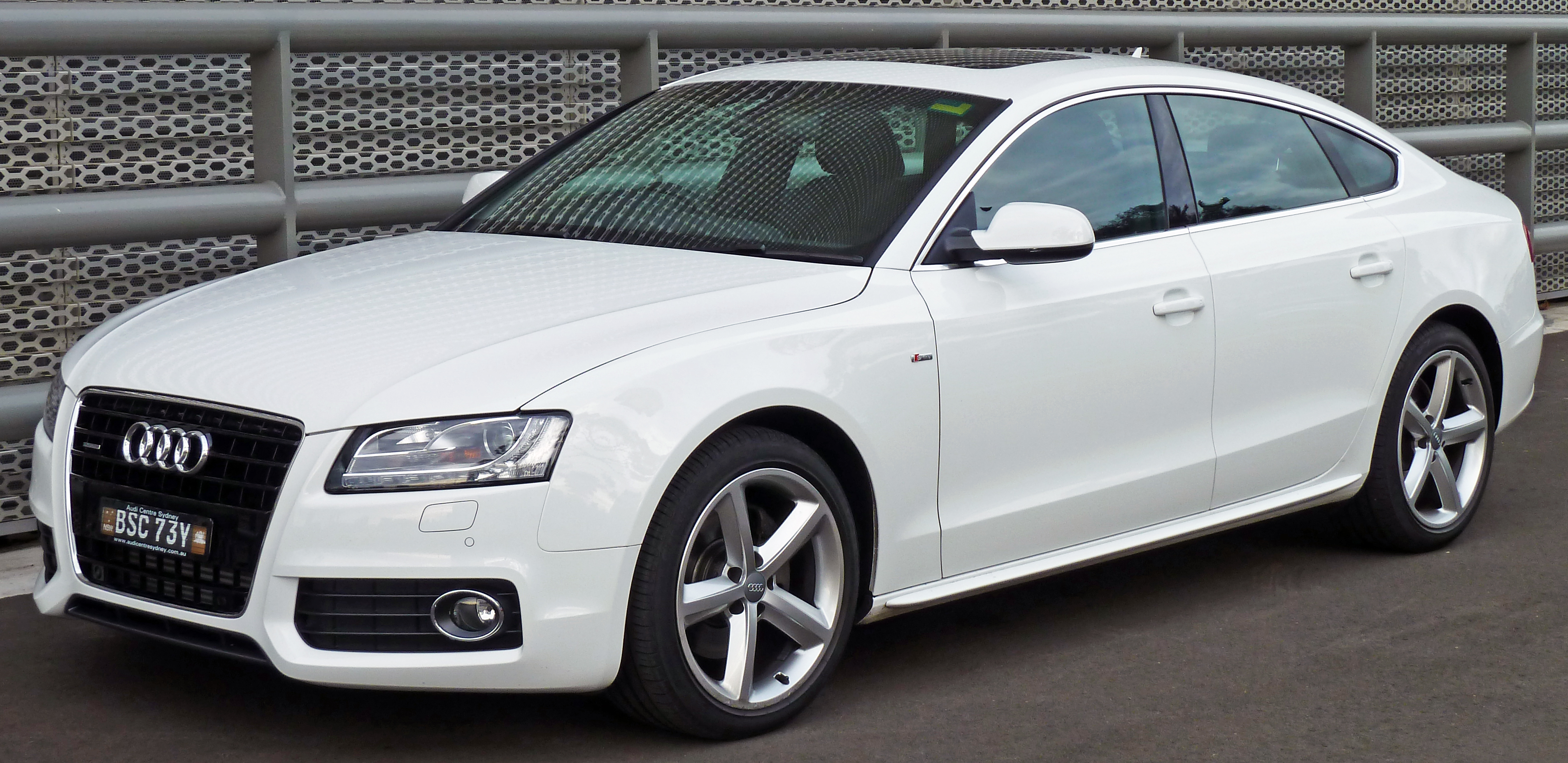
Audi A5 Sportback (2009-2011)

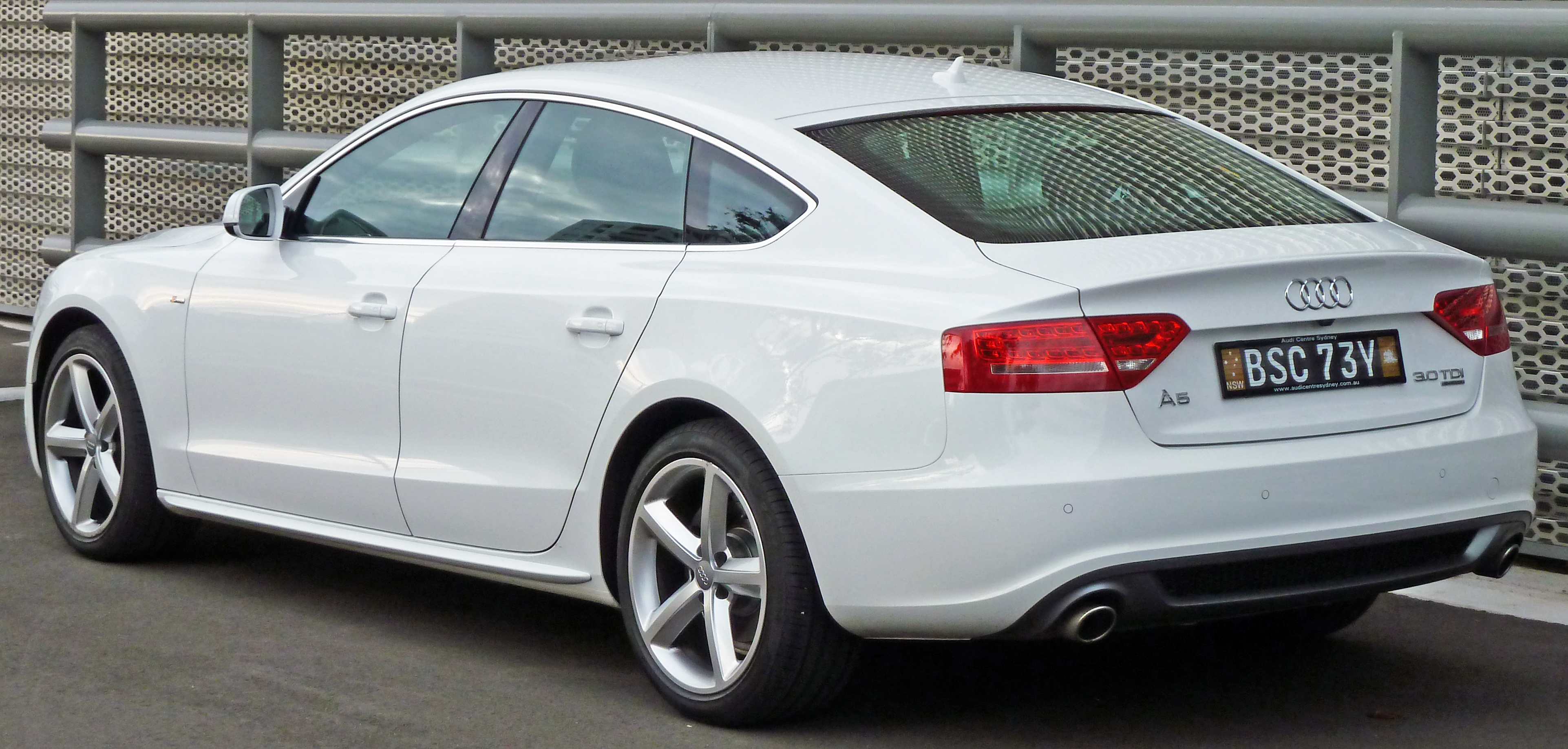
Audi A5 Sportback (2009-2011)

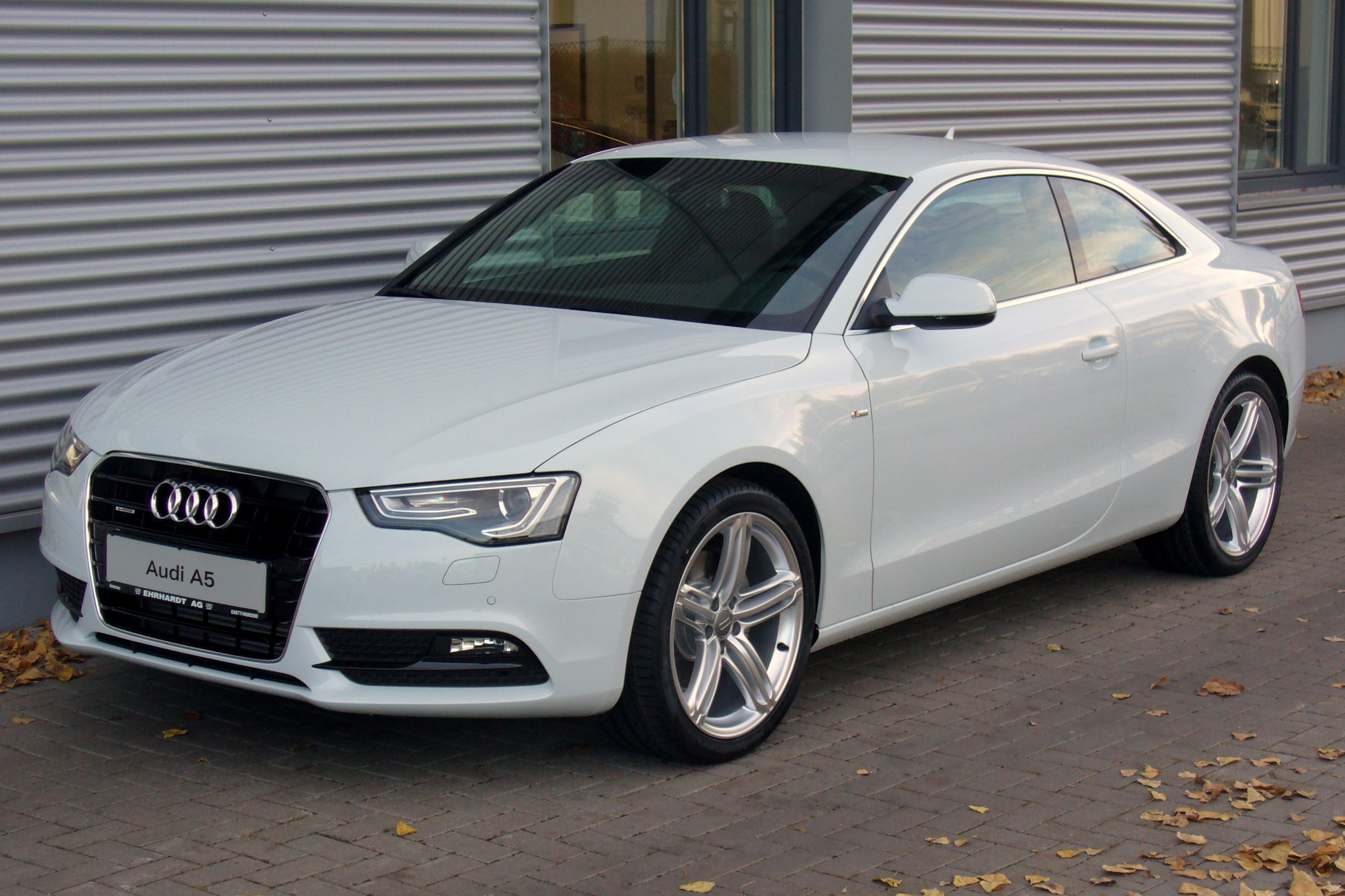
Audi A5 (2011-2016)

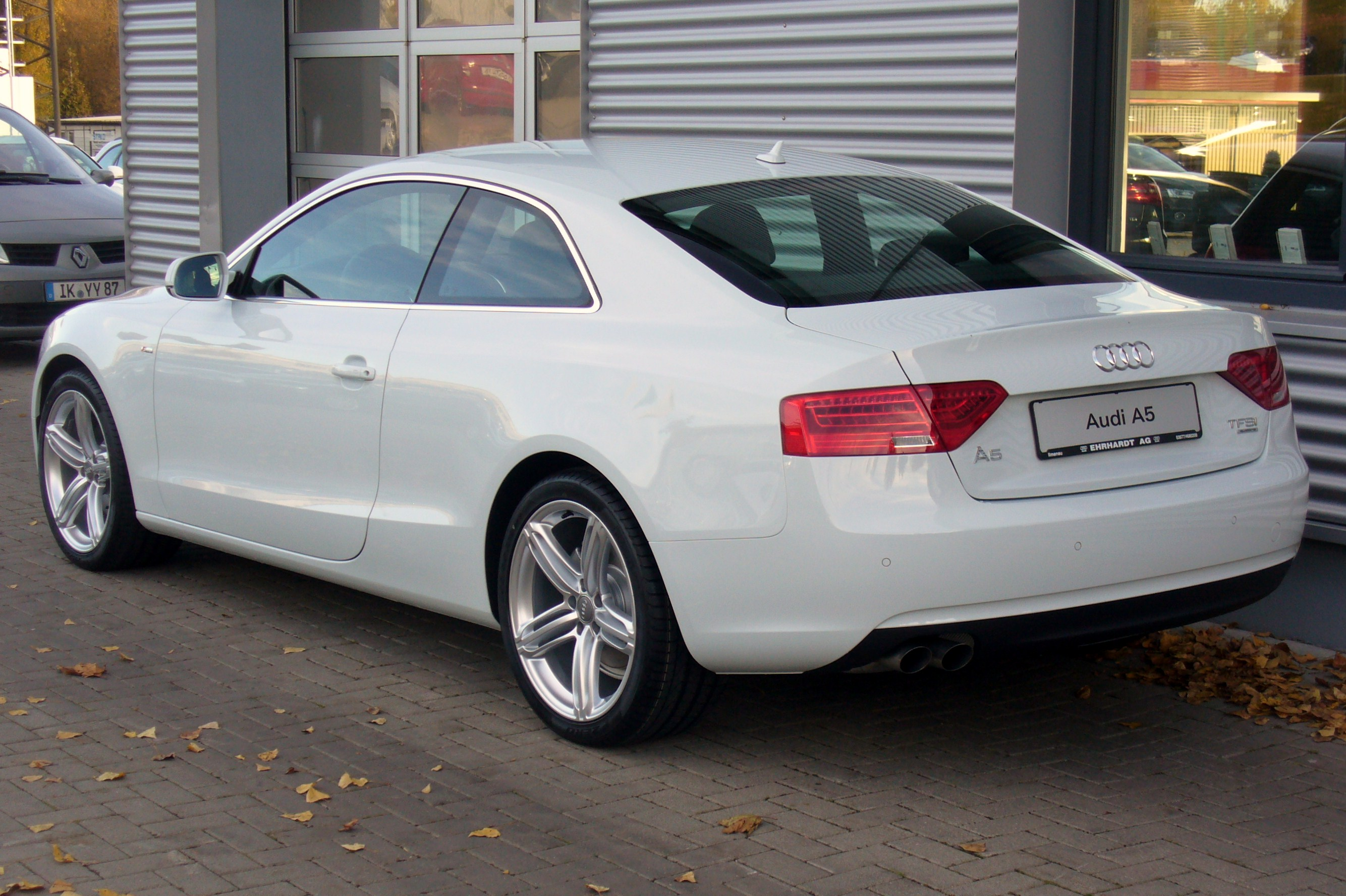
Audi A5 (2011-2016)

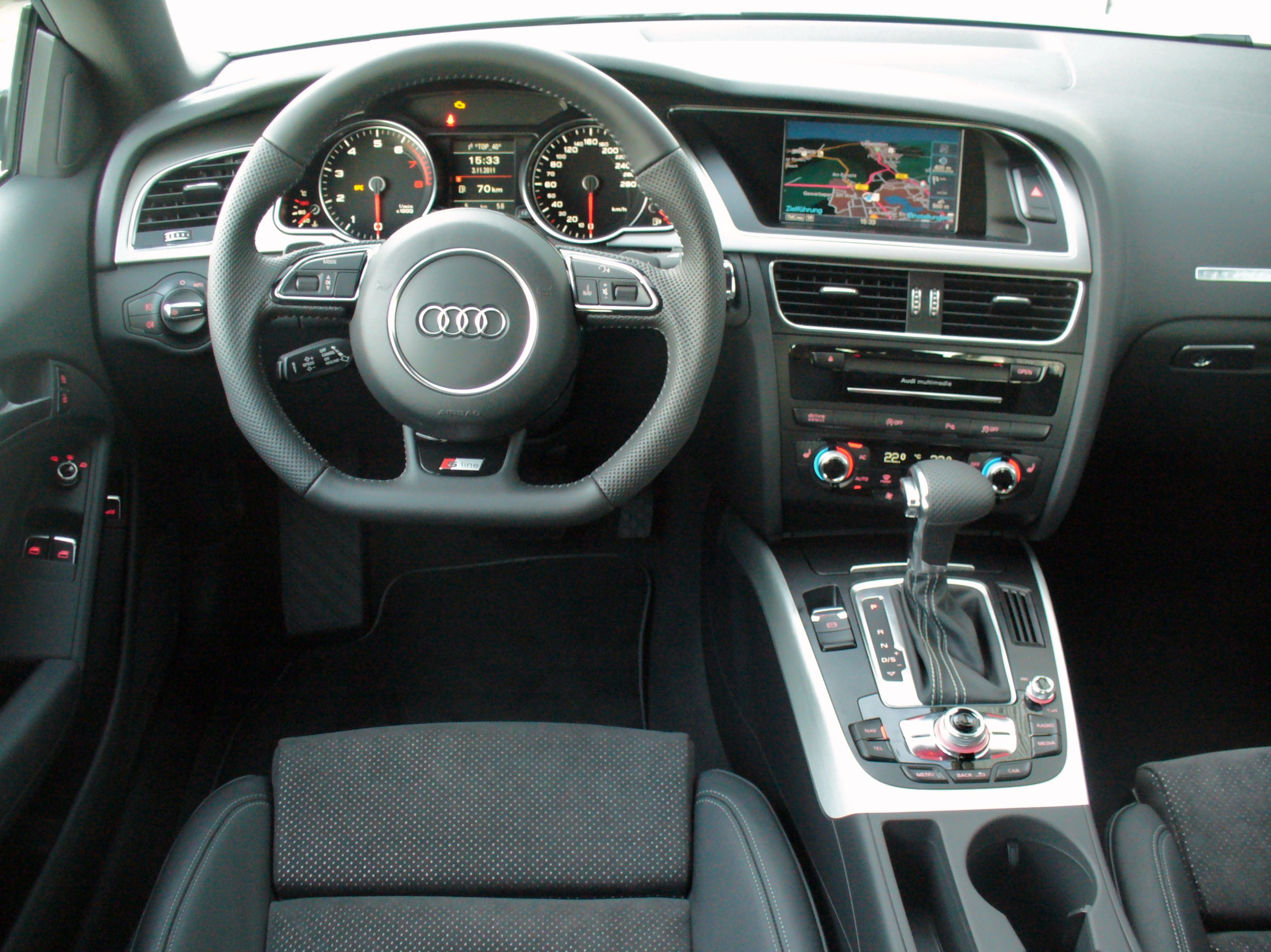

Audi A5 (тип AU484) - варіант 4-го покоління Audi A4 (B8) в кузові купе. Вихід A5 позначив повернення Audi на ринок середньорозмірних купе, на якому Audi була представлена до 1996 автомобілем Audi Coupé (B3/B4), заснованим на основі Audi 80. 
Audi A5 дебютувала на новій платформі Audi MLP (Modular Longitudinal Platform), яка планувалася як основа для наступних поколінь Audi A4, A6 і A8. Платформа чудова тим, що відходить від «нависаючого» (англ. overhung) положення установки двигуна перед передньою віссю, тепер двигун розташовується за нею, це зроблено щоб досягти більш рівного розподілу ваги (52:48)  між передньою і задньою осями.
Audi A5 - третє купе в модельному ряду Audi, поряд з другим поколінням TT і R8. A5 запозичила ряд елементів від концепту Nuvolari quattro. A5 дебютувала з 3,2-літровим FSI V6 двигуном, потужністю 261 к.с. (195 кВт).
3 грудня 2008 року представлено A5 і S5 в кузові Cabriolet (тип AU485), автомобілі дебютували на автосалоні в Детройті в 2009 році. A5 Cabriolet замінив кабріолет Audi A4.
В вересні 2009 року на Франкфуртському автосалоні представлений п'ятидверний хетчбек A5 Sportback.
У липні 2011 року Audi представила модернізований варіант A5, який дебютував 5 листопада 2011 року.

### Двигуни

#### Бензинові
| Модель                       | Об'єм    | Макс. Потужність при хв−1 | Макс. Крутний момент при хв−1 | Код двигуна | Версії                      | Роки випуску                |
| Рядний чотирьохциліндровий   |          |                           |                               |             |                             |                             |
| 1.8 TFSI                     | 1798 cm³ | 118 kW (160 PS)/4500–6200 | 250 Nm/1500–4500              | CDHB        | Coupé, Cabriolet, Sportback | 04/2009–11/2011             |
| 1.8 TFSI                     | 1798 cm³ | 125 kW (170 PS)/4800–6200 | 250 Nm/1500–4800              | CABD        | Coupé                       | 10/2007–07/2008             |
| 1.8 TFSI                     | 1798 cm³ | 125 kW (170 PS)/3800–6200 | 320 Nm/1400–4800              |             | Coupé, Cabriolet, Sportback | з 11/2011                   |
| 2.0 TFSI                     | 1984 cm³ | 132 kW (180 PS)/4000–6000 | 320 Nm/1500–3900              | CDNB        | Coupé, Cabriolet, Sportback | 07/2008–11/2011             |
| 2.0 TFSI                     | 1984 cm³ | 155 kW (211 PS)/4300–6000 | 350 Nm/1500–4200              | CDNC        | Coupé, Cabriolet, Sportback | з 07/2008                   |
| V-подібний шестициліндровий  |          |                           |                               |             |                             |                             |
| 3.0 TFSI                     | 2995 cm³ | 200 kW (272 PS)/4780–6500 | 400 Nm/2150–4780              |             | Coupé, Cabriolet, Sportback | з 11/2011                   |
| 3.2 FSI                      | 3197 cm³ | 195 kW (265 PS)/6500      | 330 Nm/3000–5000              | CALA        | Coupé, Cabriolet, Sportback | 03/2007–11/2011             |
| S5                           | 2995 cm³ | 245 kW (333 PS)/5500–7000 | 440 Nm/2900–5300              | CAKA, CCBA  | Coupé, Cabriolet, Sportback | з 03/2009 (Coupé з 09/2011) |
| V-подібний вісьмициліндровий |          |                           |                               |             |                             |                             |
| S5                           | 4163 cm³ | 260 kW (354 PS)/7000      | 440 Nm/3500                   | CAUA        | Coupé                       | 03/2007–08/2011             |
| RS5                          | 4163 cm³ | 331 kW (450 PS)/8250      | 430 Nm/4000–6000              | CFSA        | Coupé                       | з 04/2010                   |

#### Дизельні
| Модель                      | Об'єм    | Макс. Потужність при хв−1 | Макс. Крутний момент при хв−1 | Код двигуна | Версії                      | Роки випуску    |
| Рядний чотирьохциліндровий  |          |                           |                               |             |                             |                 |
| 2.0 TDI (CR)                | 1968 cm³ | 105 kW (143 PS)/4200      | 320 Nm/1750–2500              | CAGA        | Sportback, Cabriolet        | з 04/2010       |
| 2.0 TDI (CR)                | 1968 cm³ | 125 kW (170 PS)/4200      | 350 Nm/1750–2500              | CAHA        | Coupé, Cabriolet, Sportback | 11/2008–11/2011 |
| 2.0 TDI (CR)                | 1968 cm³ | 130 kW (177 PS)/4200      | 380 Nm/1750–2500              |             | Coupé, Cabriolet, Sportback | з 11/2011       |
| V-подібний шестициліндровий |          |                           |                               |             |                             |                 |
| 2.7 TDI (CR)                | 2698 cm³ | 140 kW (190 PS)/3500–4000 | 400 Nm/1400–3250              | CAMA, CGKA  | Coupé, Cabriolet, Sportback | 03/2007–04/2010 |
| 2.7 TDI (CR)                | 2698 cm³ | 140 kW (190 PS)/3500–4400 | 400 Nm/1400–3250              | CAMA, CGKA  | Coupé, Cabriolet, Sportback | 04/2010–11/2011 |
| 3.0 TDI (CR)                | 2967 cm³ | 150 kW (204 PS)/3500–4500 | 400 Nm/1250–3500              |             | Coupé, Cabriolet, Sportback | з 11/2011       |
| 3.0 TDI (CR)                | 2967 cm³ | 176 kW (240 PS)/4000–4400 | 500 Nm/1500–3000              | CAPA, CCWA  | Coupé, Cabriolet, Sportback | 03/2007–11/2011 |
| 3.0 TDI (CR)                | 2967 cm³ | 180 kW (245 PS)/4000–4500 | 500 Nm/1400–3250              |             | Coupé, Cabriolet, Sportback | з 11/2011       |

## Друге покоління (2016–2025)

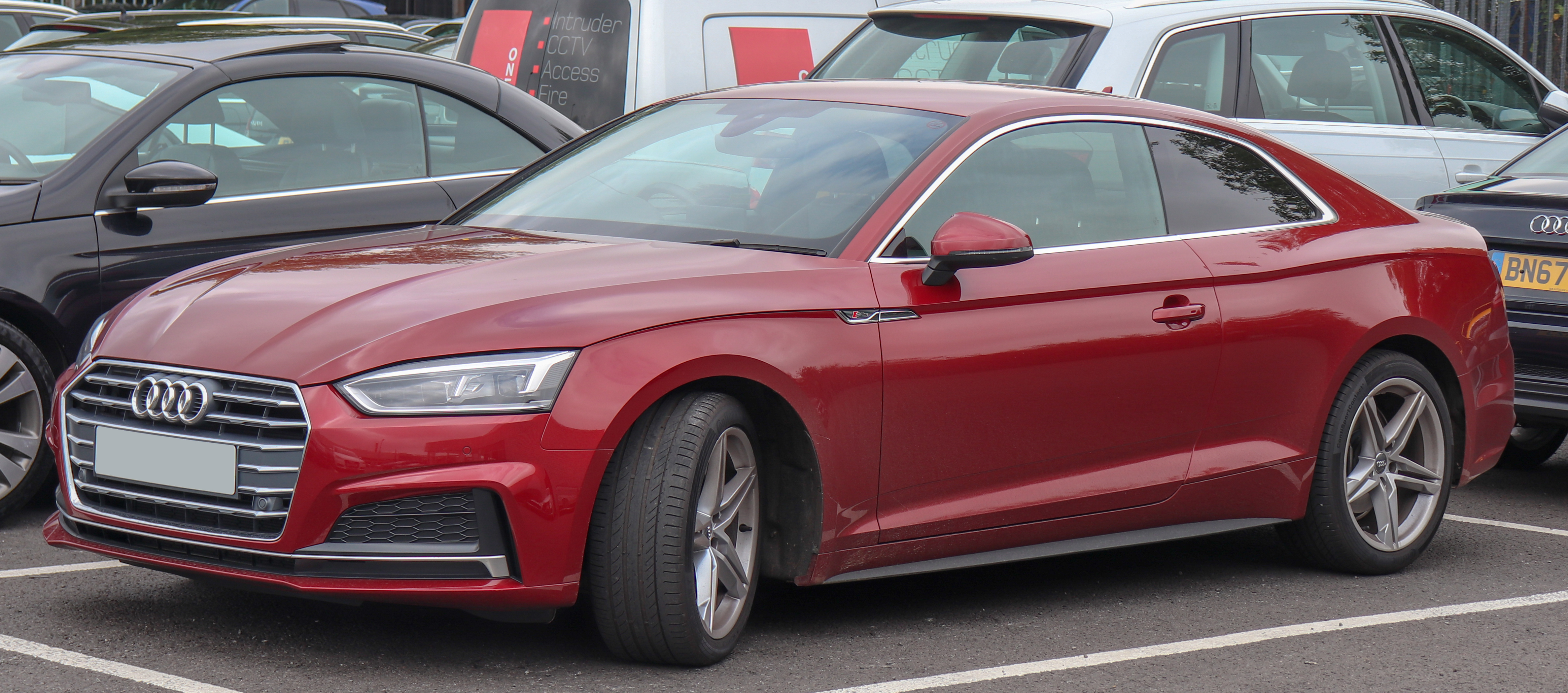
Audi A5 Coupé F5

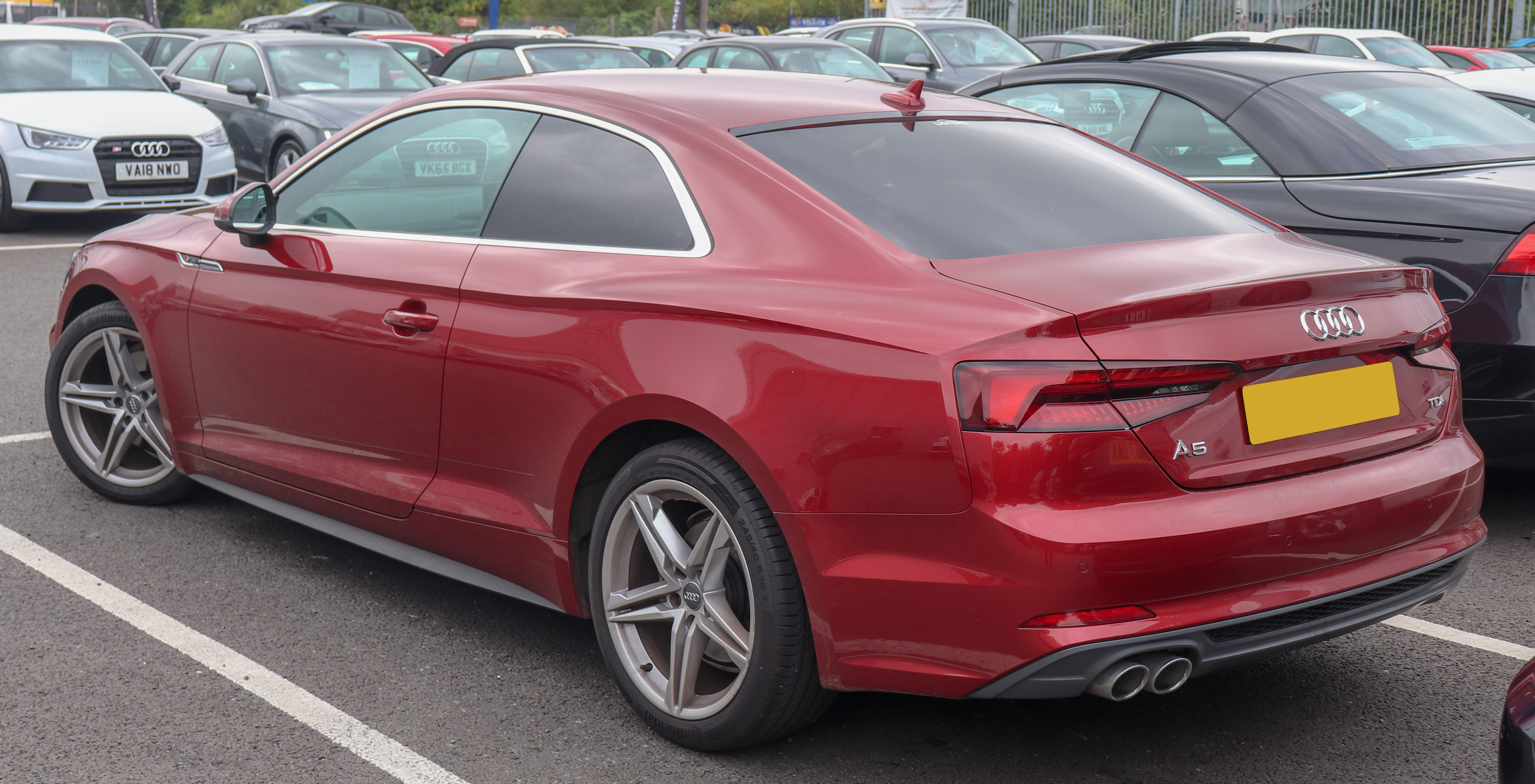
Audi A5 Coupé F5

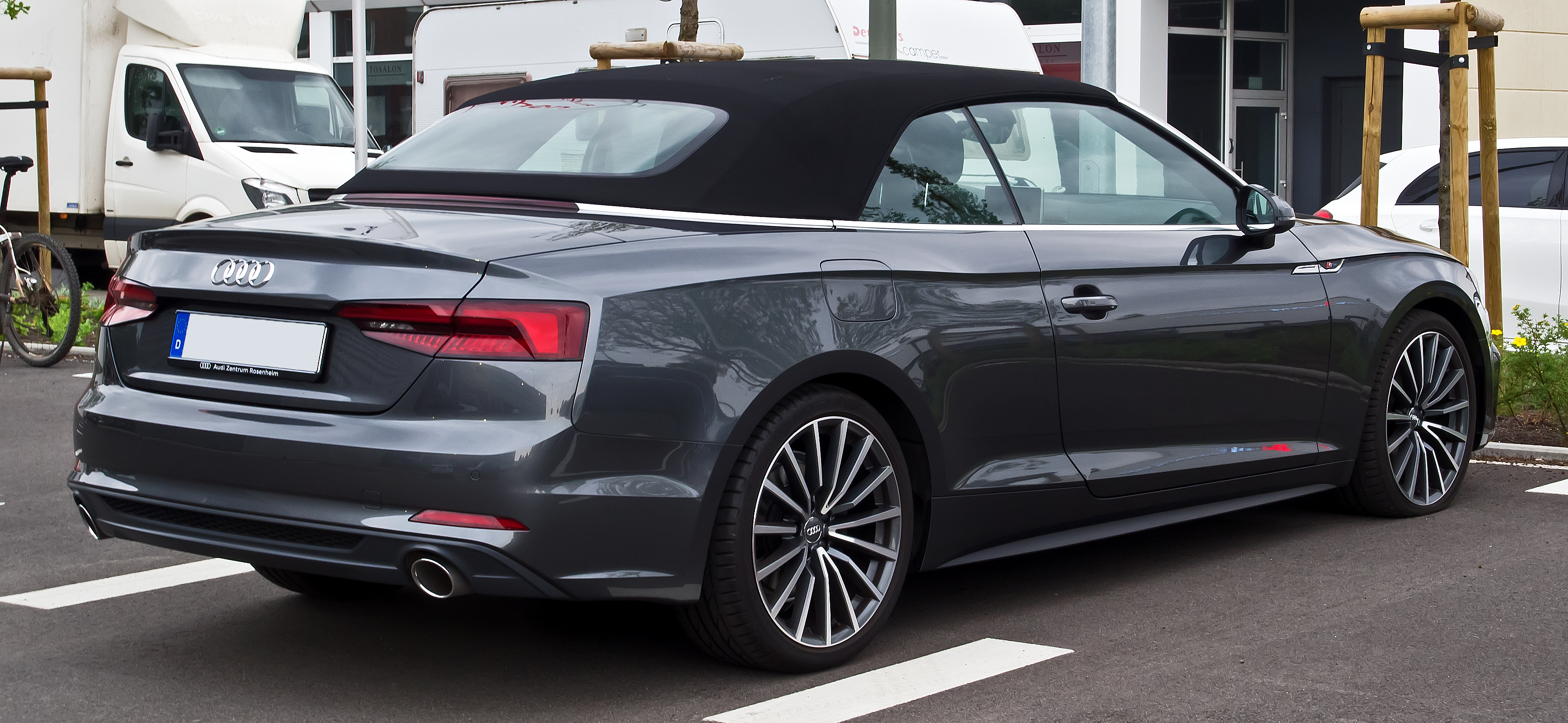
Audi A5 Cabriolet F5

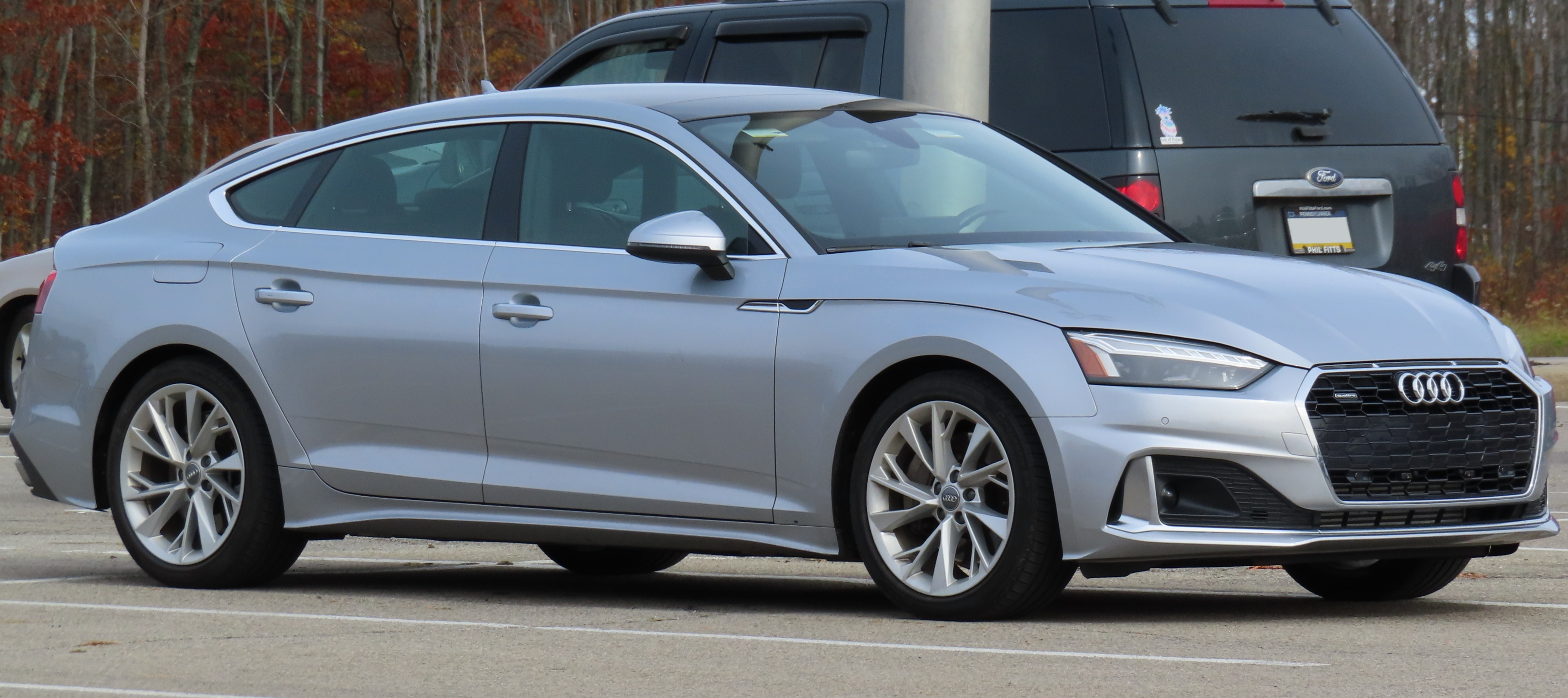
Audi A5 Sportback F5

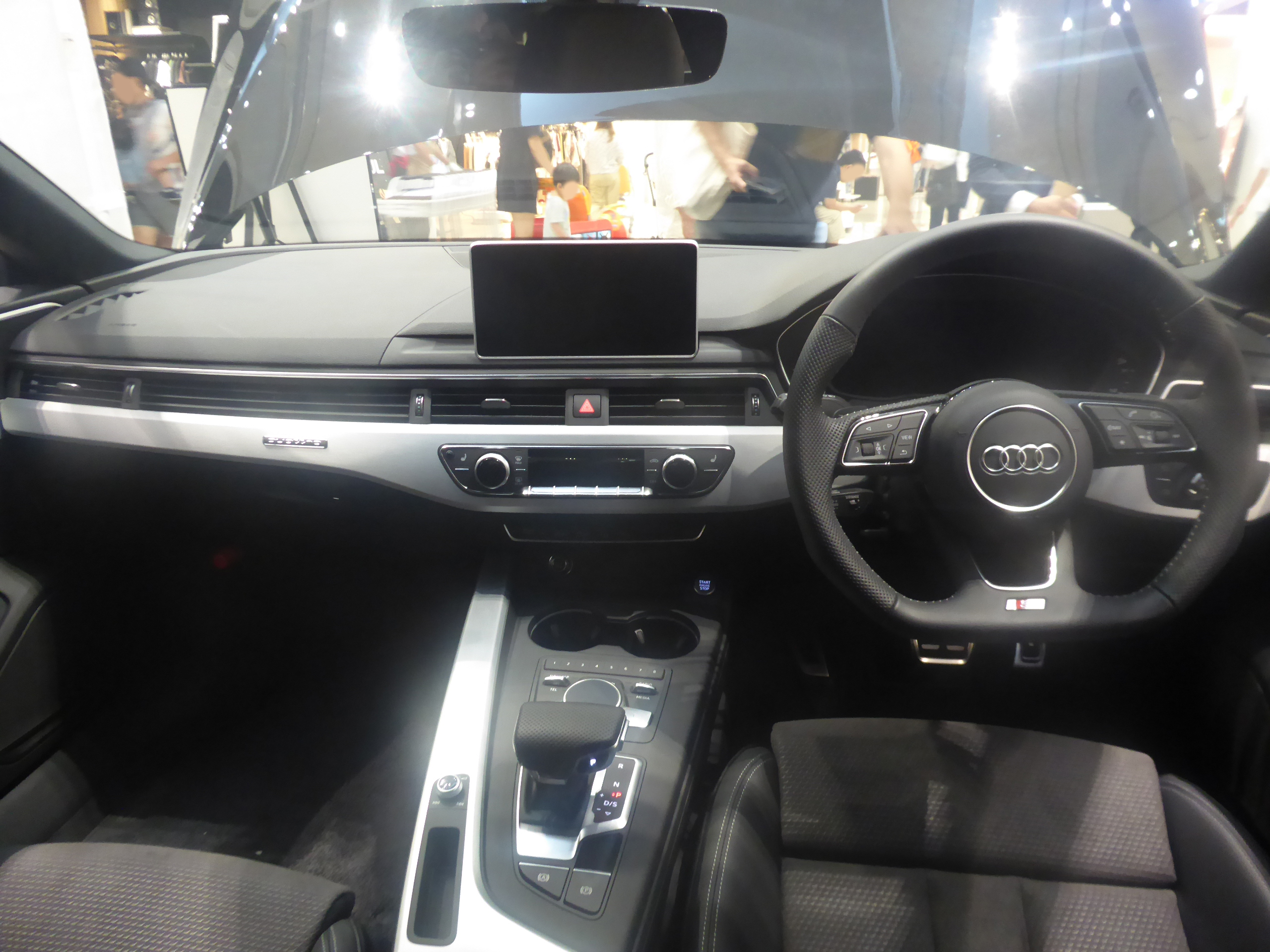

Друге покоління Audi A5 (індекс F5) дебютувало на початку 2016 року. Автомобіль збудовано на платформі MLB-Evo разом з новим Audi A4. Спортивна модифікація Audi RS5 дебютує в 2017 році.
Audi А5 кабріолет 2016 року - це версія з відкидним верхом моделі А5 купе. Ауді А5 версії купе виглядає дуже стильно, а обидві моделі (купе та кабріолет) приносять задоволення в процесі водіння і поводять себе впевнено на трасі. Автомобіль має гнучке управління, що перетворює процес водіння на розвагу. Їзда впевнена і стійка водночас. Елегантна зовнішня стилізація форми і обробки, а також салон тонкої роботи - привабливі риси Audi А5.
Гнучке управління Audi A5 і швидка реакція на рухи керма перетворюють поїздку на суцільне задоволення. Відхилення кузова практично не помітні на поворотах, а незначні зусилля, необхідні для повороту керма на низькій швидкості, збільшуються, коли ви визначите оптимальний для себе режим керування на високій швидкості. Повнопривідна система спрацьовує чітко. При випробуваннях на трасі, в умовах роботи на межі своїх можливостей, Audi A5 продемонстрував стабільність і безпеку руху на швидкості. Також, автомобіль показав хороші показники швидкості при виконанні маневрів в критичних ситуаціях, але різкі занесення на поворотах знижують впевненість водіїв у власних силах.
Audi оновила A5 для 2021 модельного року. Автомобіль отримав новий стандартний двигун потужністю 201 к.с., з яким розганяється до 100км/год за 6,4 с. З 2021 року всі комплектації Audi A5 оснащуються Apple CarPlay. З 2022 року всі версії Audi A5 оснащуються безпровідним Android Auto.  
Версія А5 Sportback пропонує 617 л вантажного простру за заднім рядом сидінь. Якщо скласти задні сидіння, багажник збільшиться до 990 л. Об'єм вантажного відсіку в модифікації кабріолет — 263 л, у купе — 308 л.  
Audi A5 має 6 подушок безпеки, камеру заднього виду, функції попередження про виїзд зі смуги руху та лобове зіткнення, а також автоматичне екстрене гальмування.  

### Двигуни
- 2.0 л TFSI I4 (190 к.с.) (40 TFSI / 40 TFSI S-Line)
- 2.0 л TFSI I4 (252 к.с.) (45 TFSI/45 TFSI Quattro)
- 3.0 л TFSI V6 (354 к.с.) (S5)
- 2.9 л Twin TFSI V6 (450 к.с.) (RS5)
- 2.0 л TDI I4 (190 к.с.)
- 3.0 л TDI V6 (218 к.с.)
- 3.0 л TDI V6 (286 к.с.)

## Третє покоління (з 2024)

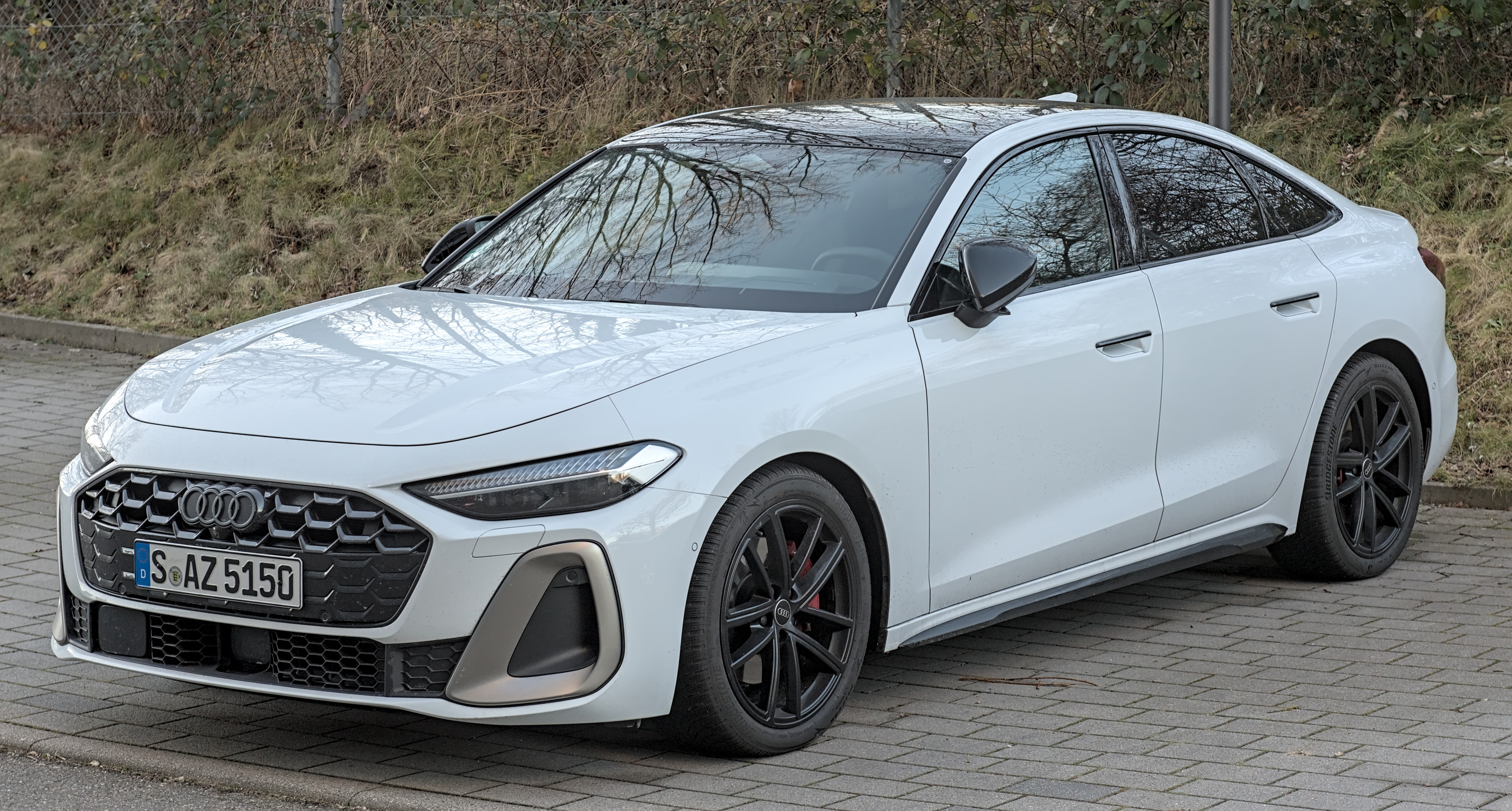
Audi A5 B10

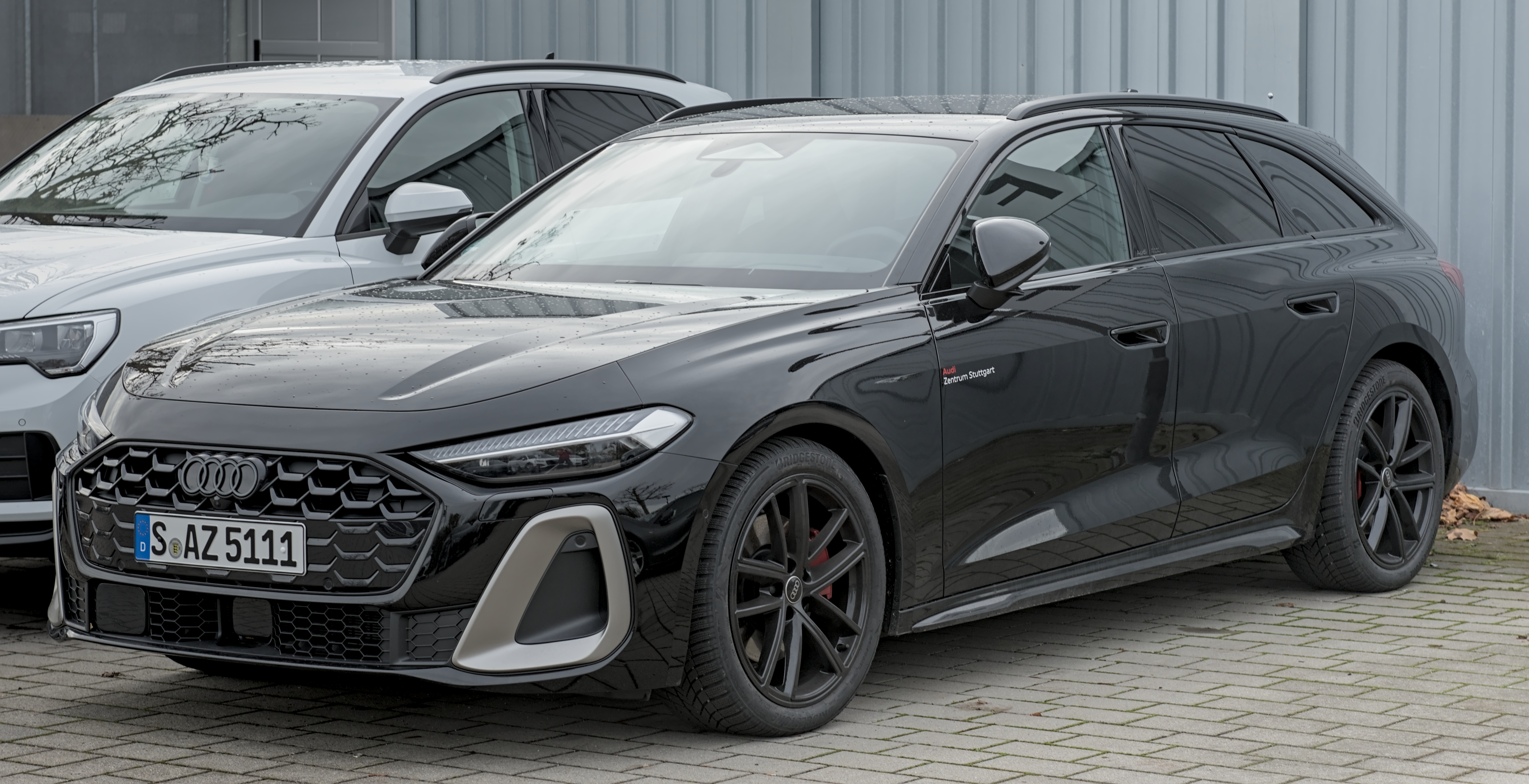
Audi A5 Avant B10

16 липня 2024 року Audi замінила седан і універсал A4/S4 (B9) на фастбек і універсал A5/S5 (B10) в рамках нової стратегії, яка полягає в розподілі парних номерів для електромобілів і непарних номерів для автомобілів з двигуном внутрішнього згоряння.

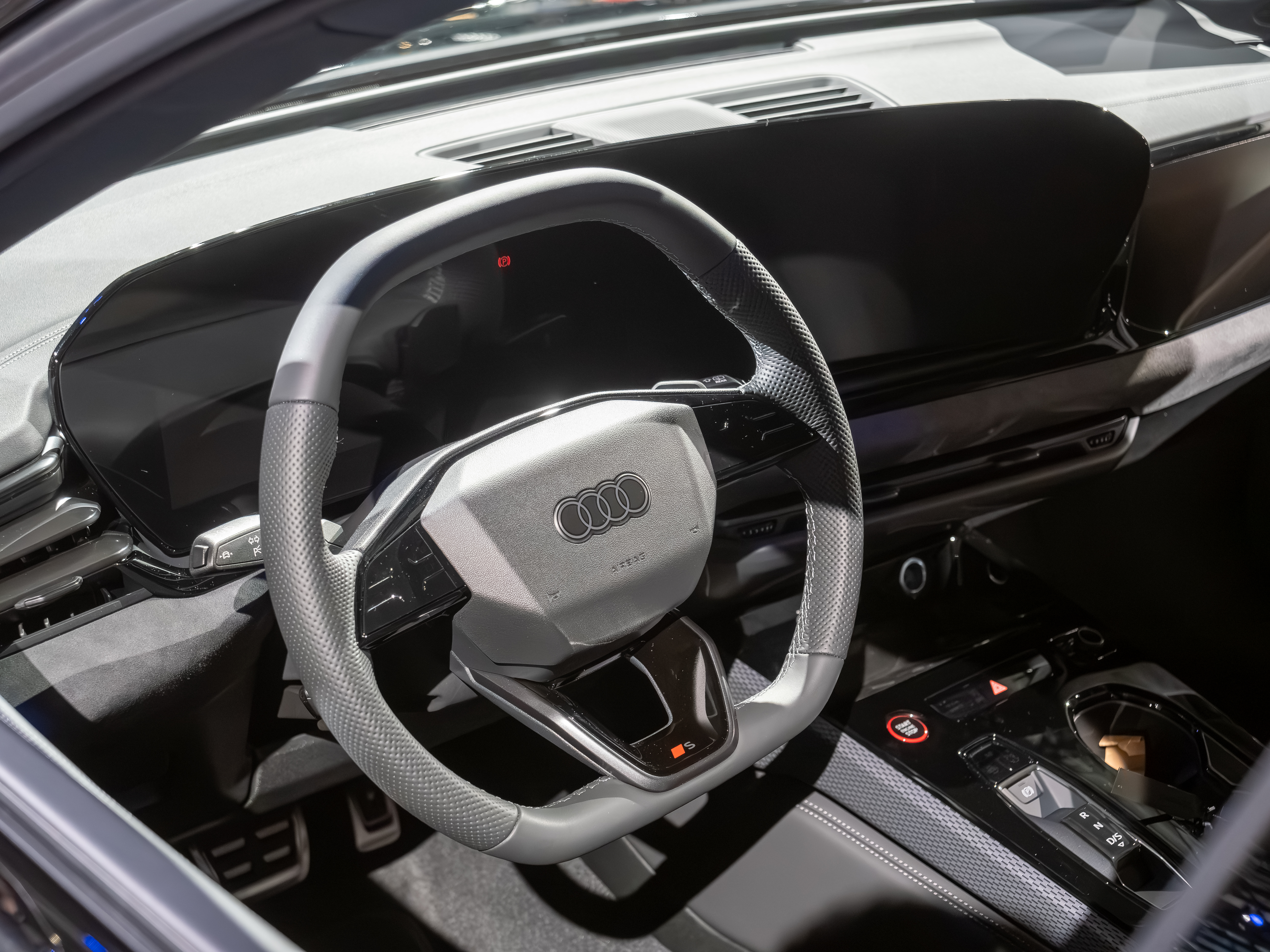

A5 B10 є першою моделлю на базі Premium Platform Combustion (PPC). Як і всі інші транспортні засоби на основі PPC і PPE, він використовує програмну платформу E³ 1.2, розроблену дочірньою компанією Volkswagen Cariad.

### Двигуни
Бензинові:
- 2.0 L EA888 I4 turbo 150/204 к.с. (MHEV)
- 3.0 L EA839 V6 turbo 367 к.с. (MHEV)

Дизельний:
- 2.0 L EA288 evo I4 turbo 204 к. с. (MHEV)

### A5L та A5L Sportback
A5L — це ексклюзивна для Китаю модель седана з довгою колісною базою, яка була представлена на Auto Guangzhou 2024 компанією FAW-Audi 15 листопада 2024 року. Він має задню частину в стилі вирізу, а також має довжину 4,902 мм (193,0 дюйма) і колісну базу 2,965 мм (116,7 дюйма), що на 73 мм (2,9 дюйма) і 65 мм (2,6 дюйма) більше, ніж у стандартної моделі відповідно.
A5L Sportback був презентований 23 квітня 2025 року компанією SAIC-Audi на виставці Auto Shanghai 2025. Він зберігає форму a-la купе стандартної версії і має ширину 1,883 мм (74,1 дюйма), висоту 1,427 мм (56,2 дюйма), довжину 4,903 мм (193,0 дюйма) і колісну базу 2,922 мм (115,0 дюйма), причому останні збільшені на 74 мм (2,9 дюйма) і 22 мм (0,87 дюйма) відповідно, що забезпечує меншу розтяжку в порівнянні з попереднім поколінням. Стиль залишається схожим за винятком більш агресивної спортивної решітки радіатора та бічних воздуховодів, виконаних оригінальним дизайнером Якобом Хірцелем. Він також має налаштування підвіски, виконане німецькими інженерами Audi для досягнення результату, ближчого до налаштувань на європейському ринку.
Обидві моделі оснащені системою Huawei ADS з набором із 31 датчика, що складається з 2 LiDARів, 6 радарів mmWave, 11 камер і 12 ультразвукових датчиків. Обидва доступні з тим же 2,0-літровим двигуном EA888 потужністю 150 кВт (201 к.с.; 204 к.с.) з двомоторною системою 48V, що й на інших ринках, а версія FAW-Audi також доступна з переднім приводом з налаштуванням двигуна 110 кВт (148 к.с.; 150 к.с.).

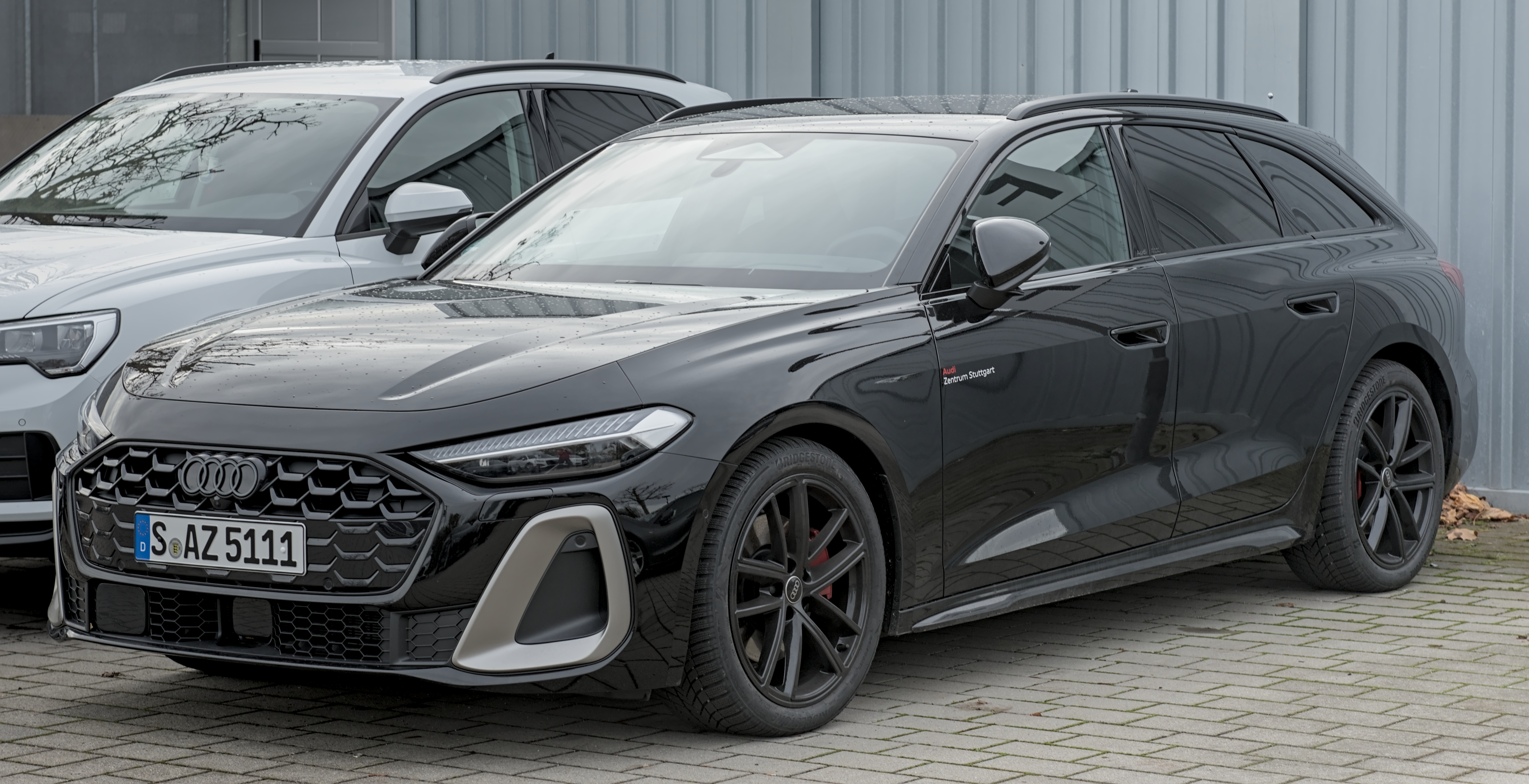
Audi A5 Avant
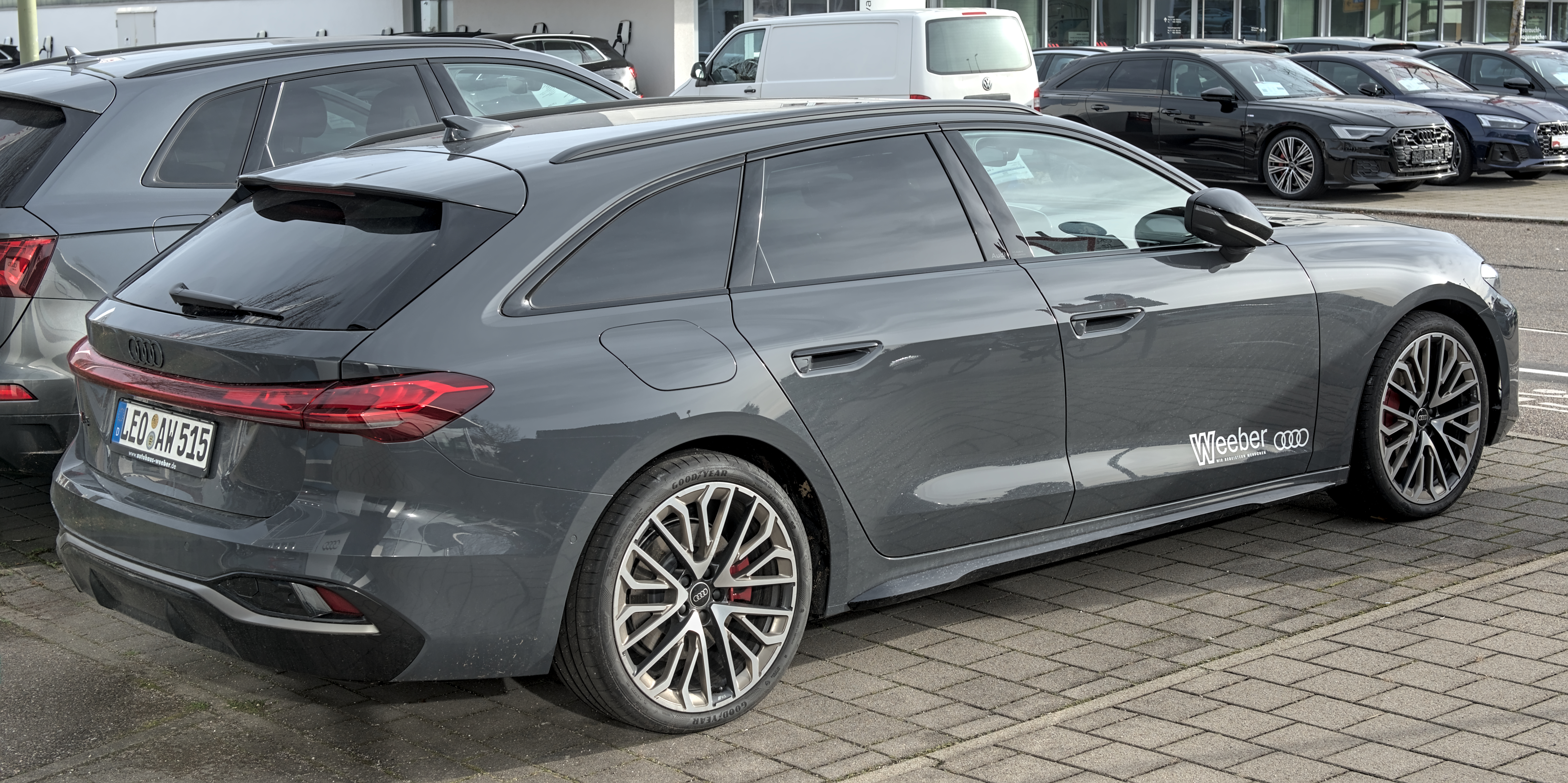
Audi A5 Avant вид ззаду

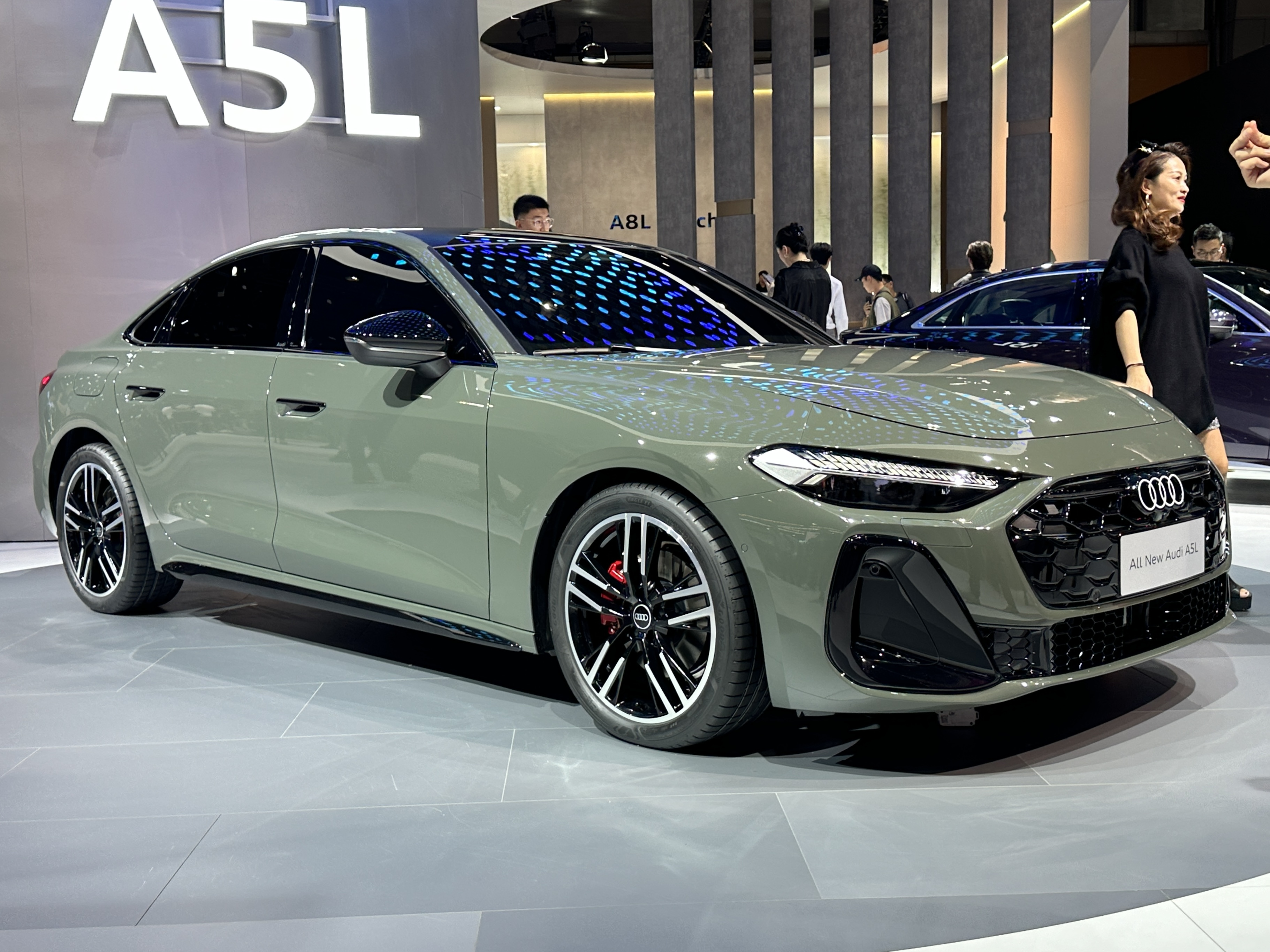
Audi A5L (sedan)
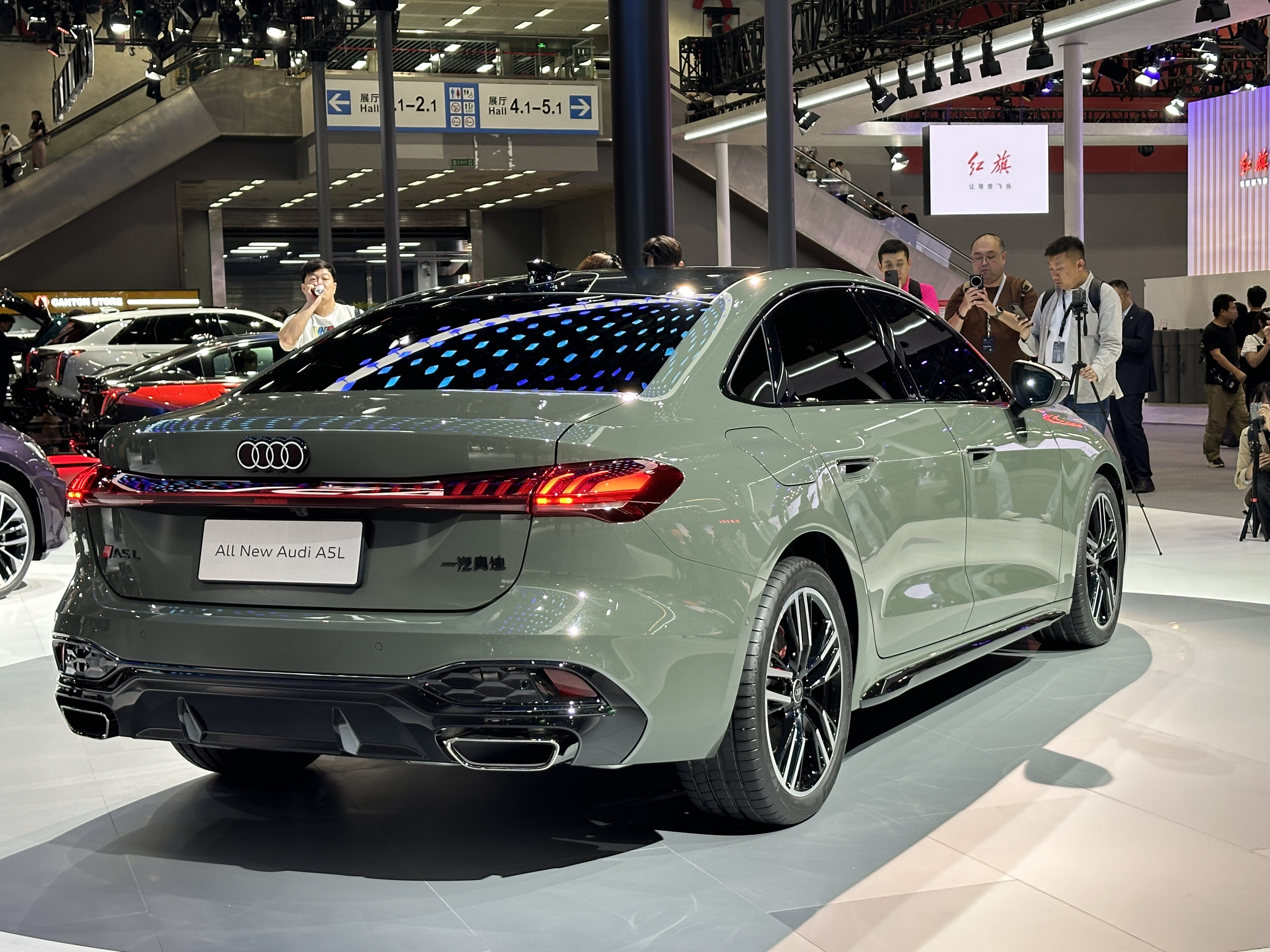
Audi A5L (sedan) вид ззаду
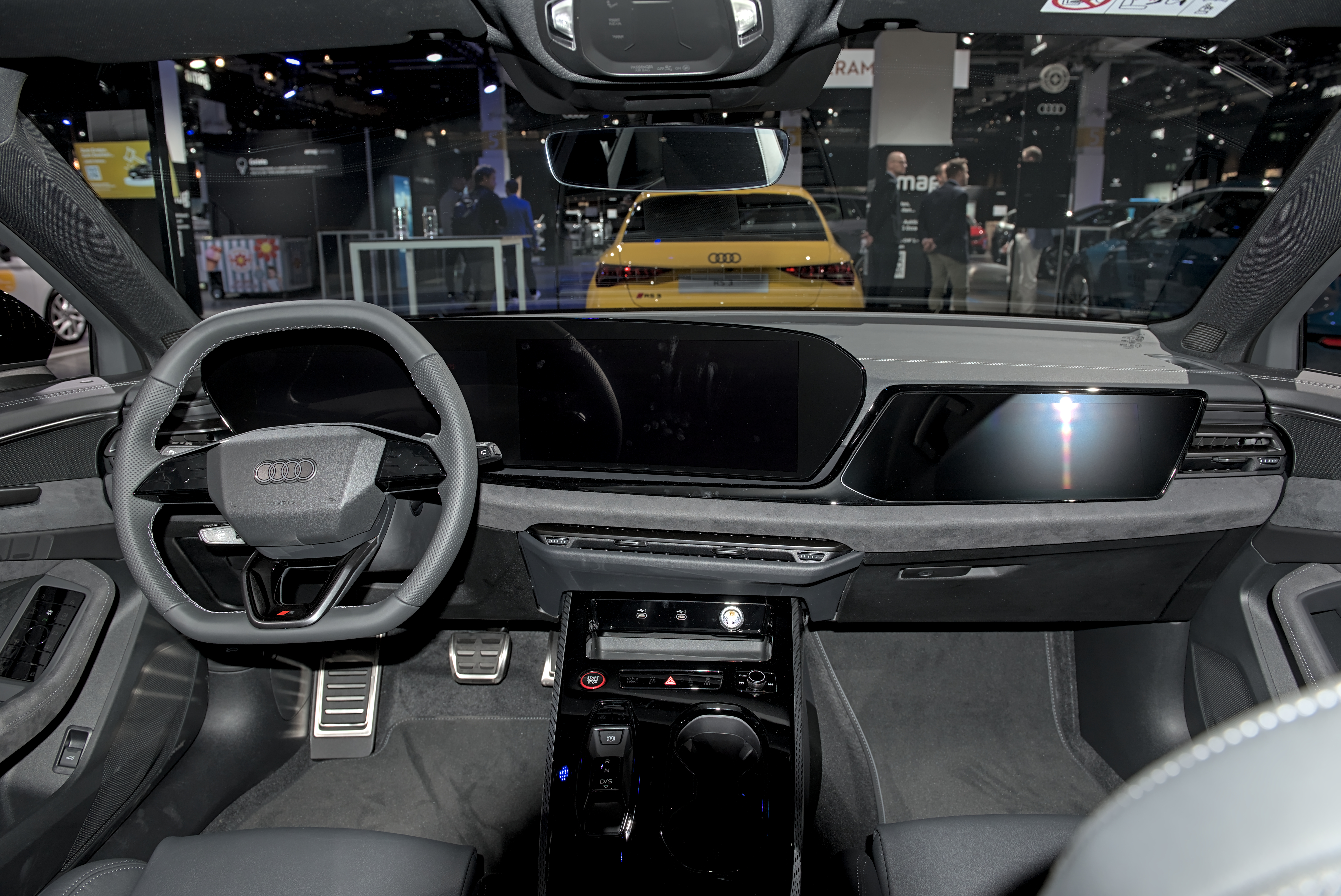
інтер'єр

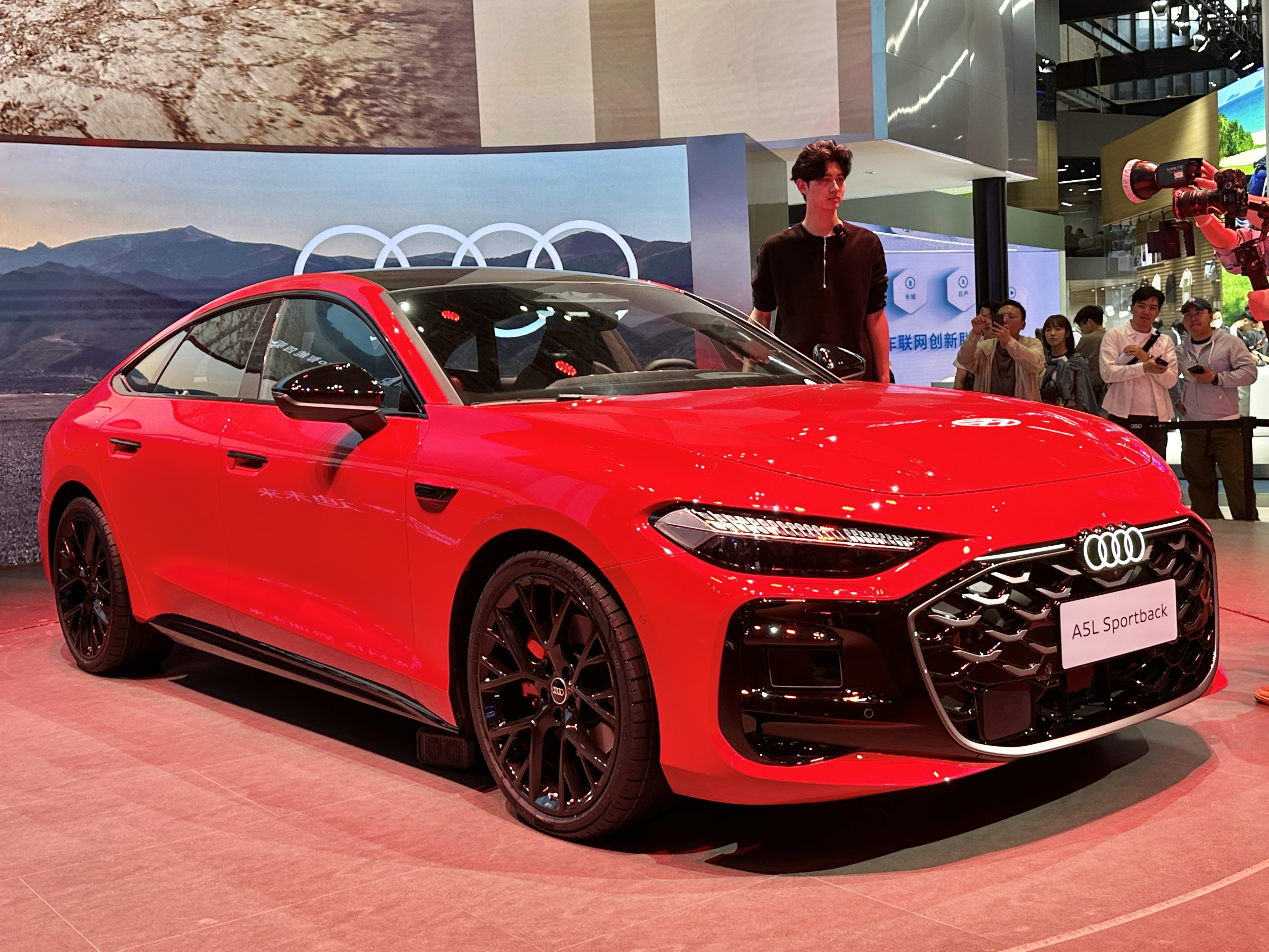
Audi A5L (Sportback)
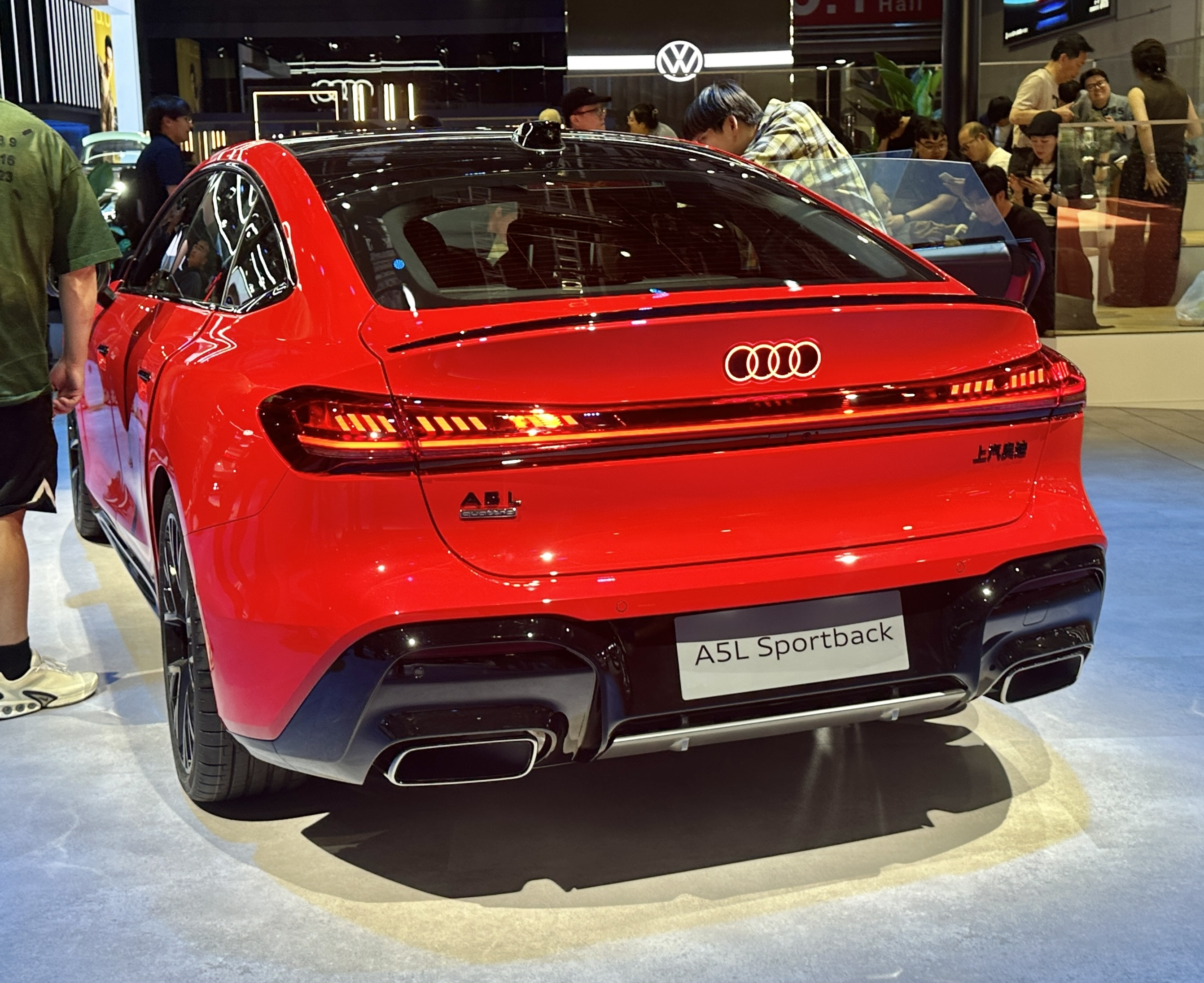
Audi A5L (Sportback) вид ззаду

## Виробництво
| рік  | вироблено |
| ---- | --------- |
| 2006 | 487       |
| 2007 | 25,554    |
| 2008 | 57,650    |
| 2009 | 69,495    |
| 2010 | 90,346    |
| 2011 | 111,758   |
| 2012 | 103,357   |
| 2013 | 98,207    |
| 2014 | 88,545    |
| 2015 | 79,133    |
| 2016 | 65,117    |
| 2017 | 119,595   |
| 2018 | 111,544   |
| 2019 | 93,077    |
| 2020 | 56,786    |
| 2021 | 64,012    |
| 2022 | 66,124    |
| 2023 | 75,584    |